# Hemingway Trail
Der Hemingway Trail ist ein mittelschwerer Wanderweg mit einer Länge von 16,1 Kilometern im Ortsteil Großhau der Gemeinde Hürtgenwald in Nordrhein-Westfalen. Er erinnert an den US-amerikanischen Literaturnobelpreisträger Ernest Hemingway, der vom 10. November bis 18. November 1944 in dem Kampf um die sogenannte Siegfriedlinie als Kriegsgerichtreporter vor Ort war. Die Kampfhandlungen bewirkten bei ihm ein Umdenken in Bezug auf den Krieg. Der Weg soll das Gedenken an den Schriftsteller als auch die Schrecken des Krieges wachhalten.

## Hintergrund
Hemingway nahm immer wieder, auch als Kämpfer, an Konflikten teil. Etwa im Ersten Weltkrieg oder im Spanischen Bürgerkrieg war er als Kriegsberichterstatter tätig. Seine Erfahrungen schlugen sich in seinem künstlerischen Schaffen nieder, wie zum Beispiel in der Kurzgeschichte Alter Mann an der Brücke. 1944 nahm er im August an der Befreiung von Paris durch die Alliierten teil. Im Herbst desselben Jahres verbrachte er im Rahmen der Ardennenoffensive einige Wochen in der Region. Ab September lebte der Autor an wechselnden Orten in der Eifel. Belegt ist etwa ein zweiwöchiger Aufenthalt in Buchet, wo er sich mit dem Maler John Groth anfreundete, der für die Chicago Sun und – ebenso wie Hemingway – für das Magazin Collier’s arbeitete. Der Hof, in dem sie Quartier bezogen, wurde kurzerhand als Schloss Hemingstein betituliert. Hemingway war bereits ein anerkannter Schriftsteller und eine schillernde Persönlichkeit. Seine Stationen in Europa und der Eifel wurden durch Ausschweifungen und Alkoholexzesse begleitet. Am 10. November bezog er Quartier in Hürtgenwald im Ortsteil Großhau. Hier traf er mit seinem Freund Charles T. Lanham, der das 22. Infanterieregiment kommandierte, zusammen.

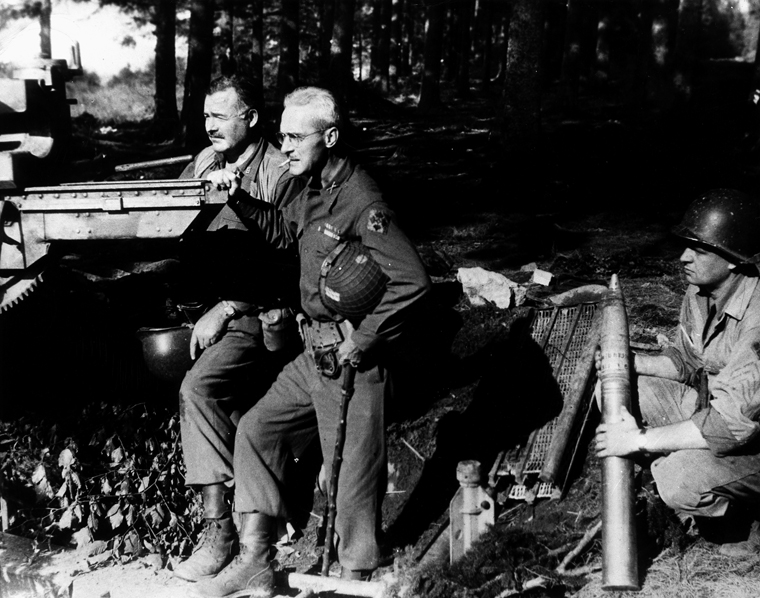
Hemingway (links) im November 1944 mit Charles „Buck“ T. Lanham in der Eifel
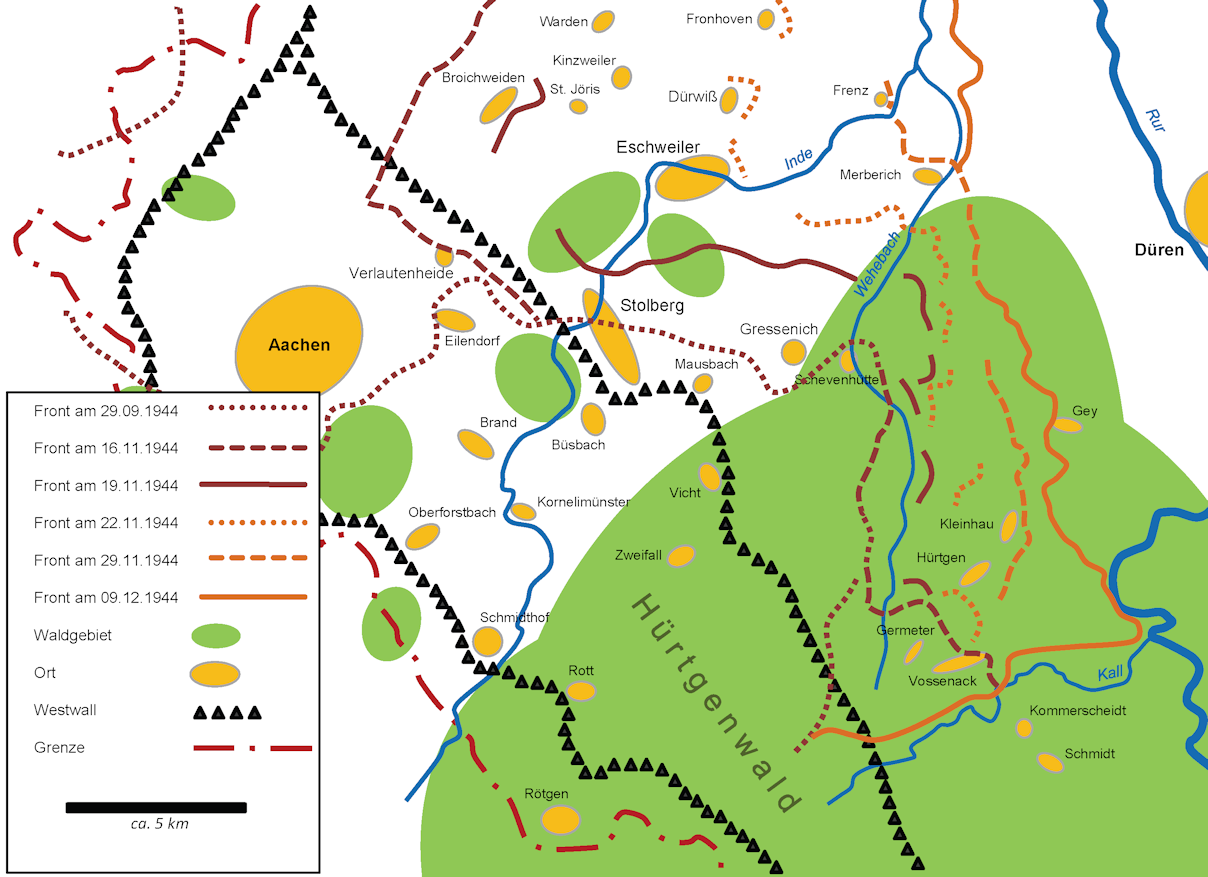
Frontverlauf 1944 im Hürtgenwald
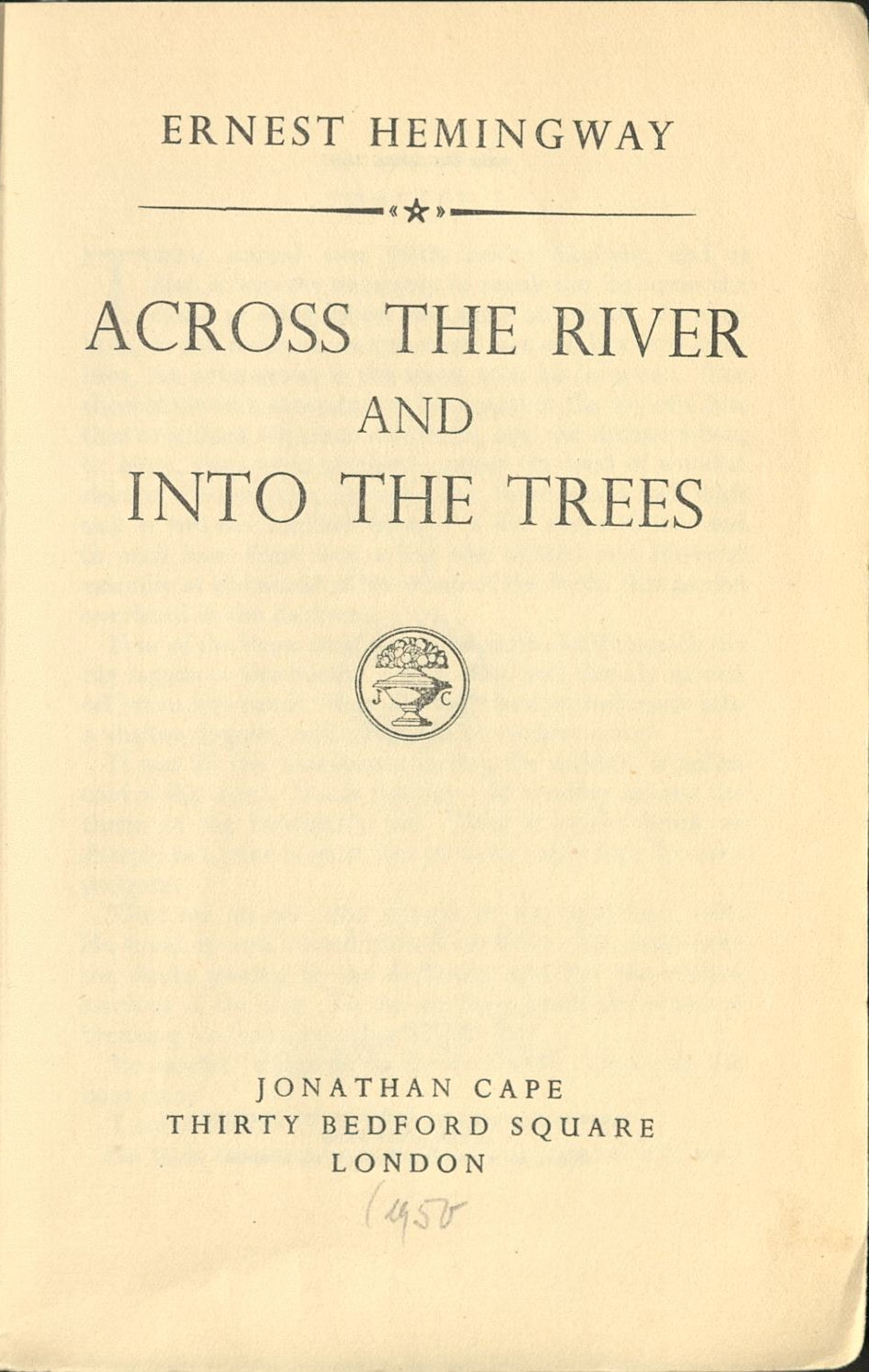
Cover der englischen Ausgabe „Über den Fluss und in die Wälder“
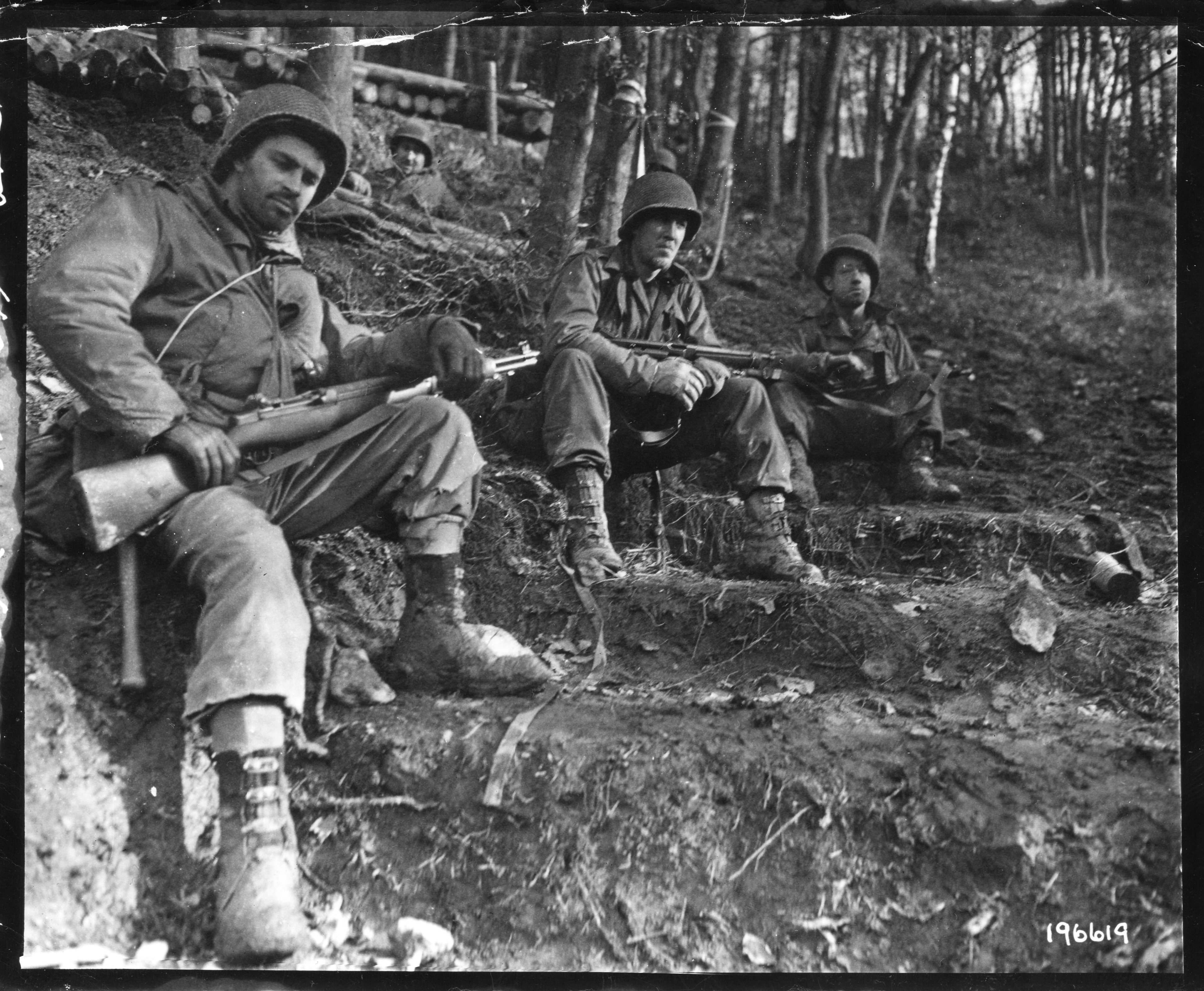
GI´s im Hürtgenwald

Die Ardennenoffensive war ein letzter Versuch der Abwehr der alliierten Truppen im Westen durch das Deutsche Reich. Besonders brutal und verlustreich war die Schlacht im Hürtgenwald – dem die gleichnamige Gemeinde umgebenden Forst. Hinzu kam ein, selbst für die Verhältnisse der Eifel, zunächst sehr nass-kalter und später schneereicher Wintereinbruch.
Hemingway brüstete sich in diversen Erzählungen und Anekdoten, weit über 120 deutsche Soldaten im Krieg getötet zu haben. Weggefährten taten dies als Prahlerei ab. Bis zur Schlacht im Hürtgenwald glorifizierte er häufig den Kampf. Hier, so Augenzeugen, habe der Autor vermutlich erstmals wirklich um das pure Überleben mit der Waffe kämpfen müssen. Ende November, mit einer Lungenentzündung und schwer traumatisiert, verließ der Autor die Eifel in Richtung Paris und England. Hemingway sah und berichtete über von Panzern zermalmte Körper, erfrorene Soldaten und eine nach den Kämpfen verwüstete Landschaft. Anders als in seinen Berichten von den Piaveschlachten fehlte seinen Berichten diesmal jedes Pathos. Die Erfahrungen verarbeitete er in dem von der Kritik wenig gelobten Anti-Kriegs-Roman Über den Fluss und in die Wälder.
Als noch unbekannter Rekrut nahm auch J. D. Salinger, Autor des Welterfolges Der Fänger im Roggen, an den Kampfhandlungen teil, allerdings sind sich die beiden Schriftsteller (bewusst) in den Tagen der Schlacht nicht begegnet.

## Wanderweg
Der Weg beginnt am Parkplatz Glockenofen. Der X-Trail, der vormals ein Versorgungsweg der US-Armee war, führt vorbei an einem ehemaligen Erzbergwerk und einem Bunker zum Aussichtspunkt „Wehetal“. Von dort führt er zu einer Brücke über die Wehe, um an mehr Spuren des Zweiten Weltkriegs entlang zu führen. Schließlich, etwa nach fünf Kilometern, bringt er die Besucher Richtung Rabenheck zum Gedenkstein Five Points. Hier kreuzten sich mehrere Nachschubwege der US-Streitkräfte. Ab dort führt der Weg zurück nach Großhau. Am Parkplatz Asterbach finden sich Überreste einer deutschen Stellung aus dem Jahr 1944/45. Im weiteren Verlauf des Weges durch das Aachener Land endet der Weg erneut am Parkplatz. Der Weg ist mit der Nummer 44 gekennzeichnet und kann in etwa drei Stunden bewältigt werden. Der Höhenunterschied im Verlauf beträgt etwa 120 Meter. Die Konejung Stiftung: Kultur hat einen sogenannten Multimedia-Historyguide erstellt. Dieser liefert, aufs Handy geladen, an elf Stationen des Weges in Filmen und Ton-Dokumenten Hintergründe zur Schlacht.
Die Erinnerung an die Kampfhandlungen ist im kollektiven Gedächtnis der Amerikaner verhaftet. Die Tourismuszentrale Rureifel forcierte die Einrichtung des Wanderweges. Mit dem Gedenken an Hemingway in der Nordeifel wird sich teils schwergetan. Im rund 70 Kilometer südlich gelegenen rheinland-pfälzischen Buchet, dem Sitz des Schloss Hemingstein, stießen die Anbringung einer Gedenkplatte und die Einrichtung eines kleinen 4,7 Kilometer langen Ernest-Hemingway-Rundwanderweges im Jahr 1994 auf wenig Gegenliebe.

## Rezeption
Der Autor Steffen Kopetzky befasste sich in seinem Roman Propaganda aus dem Jahr 2020 intensiv mit den Kämpfen in Hürtgenwald und der Rolle der beiden Schriftsteller Ernest Hemingway und J. D. Salinger.